# سيرجيو استيبان روميرو
سيرجيو استيبان روميرو (بالإسبانية: Sergio Esteban Romero) (22 نوفمبر 1988 ببوكارامانغا في كولومبيا - ) هو لاعب كرة قدم كولومبي في مركز الهجوم. لعب مع أليانزا بتروليرا.

## وصلات خارجية
- سيرجيو استيبان روميرو على موقع قاعدة بيانات كرة القدم.إي يو (الإنجليزية)
- سيرجيو استيبان روميرو على موقع Soccerway.com (الإنجليزية)
- سيرجيو استيبان روميرو على موقع AS.com (الإسبانية)